# Dirbmejaure
Dirbmejaure är en sjö i Arjeplogs kommun i Lappland och ingår i Umeälvens huvudavrinningsområde. Sjön har en area på 0,336 kvadratkilometer och ligger 735,3 meter över havet. Dirbmejaure ligger i Tjålmejaure Natura 2000-område.

## Delavrinningsområde
Dirbmejaure ingår i det delavrinningsområde (734484-152464) som SMHI kallar för Utloppet av Suolojaure. Medelhöjden är 754 meter över havet och ytan är 6,24 kvadratkilometer. Det finns inga avrinningsområden uppströms utan avrinningsområdet är högsta punkten. Vattendraget som avvattnar avrinningsområdet har biflödesordning 6, vilket innebär att vattnet flödar genom totalt 6 vattendrag innan det når havet efter 446 kilometer. Avrinningsområdet består mestadels av skog (23 procent) och kalfjäll (55 procent). Avrinningsområdet har 1,35 kvadratkilometer vattenytor vilket ger det en sjöprocent på 21,6 procent.